# Pidgin-Sprache
Der Begriff Pidgin-Sprache oder Pidgin bezeichnet eine reduzierte Sprachform, die verschiedensprachigen Personen als Verkehrssprache zur Verständigung dient. Eine Pidgin-Sprache ist keine Erstsprache, sondern wird von ihren Sprechern als Fremdsprache erlernt.
„Pidgin“ ist eine in der grammatischen Struktur vereinfachte Behelfssprache, die sich unter kolonialen Bedingungen oder im Handelsverkehr ausgebildet hat, z. B. in Afrika, Westindien, Amerika oder im östlichen Mittelmeerraum wie die Lingua Franca. Ihr Zweck ist, sich mit vereinfachten Formen der anderen Sprachen verständlich zu machen. Grundlagen waren Englisch, Französisch, Spanisch, Portugiesisch, in geringerem Umfang auch Deutsch (Küchendeutsch, Unserdeutsch), als Sprachen der Kolonialmächte und Händler, an die sich Einheimische bruchstückhaft anpassten. Vielfach wurde aus dem improvisierten Pidgin der ersten Generation eine reguläre Sprache der zweiten Generation, das Kreol (Kreolsprache).
In der Linguistik wurde und wird diskutiert, ob dieser Entstehungsprozess durch Universalien der menschlichen Sprachfähigkeit bestimmt wird. Pidgin wird gelernt und folgt eigenen Normen. Die unzureichende Zweitsprache von Migranten ist keine Zielsprache von Lernprozessen, sondern lediglich eine Übergangserscheinung während der Phase des Sprachwechsels.

## Etymologie
Die Etymologie ist nicht sicher geklärt. Verschiedene Theorien sind dazu aufgestellt worden. Weite Anerkennung hat die Annahme gefunden, nach der das Wort Pidgin auf die chinesische Aussprache des englischen Wortes business zurückgeht. Demnach entwickelte sich aus business in chinesischer Sprechweise bigeon, was im Englischen wiederum zu pigeon („Taube“) und schließlich zu pidgin wurde. Diese Theorie ist auch im Oxford English Dictionary zu finden.
Eine Referenz aus dem Jahr 1826 gilt als erstes Vorkommen der Form pigeon. Pidgeon English (seit 1859 belegt) war dann die Bezeichnung für eine vereinfachte Sprache mit englischen, chinesischen und portugiesischen Bestandteilen, die als Handelssprache in Kanton gebraucht wurde. Seit 1876 ist die Schreibweise pidgin nachweisbar. Von 1891 stammt ein früher Beleg für die allgemeinere Bedeutung „vereinfachte Form einer Sprache“.

## Entwicklung
Pidgins entwickeln sich generell in Umgebungen, in denen mindestens zwei – meistens nicht näher verwandte – Sprachen in Kontakt treten. Ein typischer Kontext für die Entstehung von Pidgins ist der Handel (Handelspidgins). Historisch gesehen entstand eine hohe Anzahl heute erforschter Pidgins während der Zeit der Kolonisation. Wortschatz und Grammatik des Pidgin unterliegen stark dem Einfluss der in Kontakt stehenden Sprachen. Basis war meist die Sprache der herrschenden Kolonialmacht.
Pidgins entwickeln sich aus Jargons und dienen meistens nur sehr wenigen Zwecken, wie etwa der rudimentären Kommunikation für Handel, Arbeit oder erzwungene soziale Kontakte, etwa in Arbeitslagern. Sie haben somit einen eingeschränkten Funktionsbereich. Ihre Grammatik ist stark vereinfacht, der Sprachcode restringiert. Ein Großteil des gering umfassenden Vokabulars ist der Sprache entlehnt, die in der Sprachkontaktsituation die dominante Sprache ist (im Kolonisationskontext z. B. die Sprache der Herrschenden). Ein Pidgin hat zunächst keine muttersprachlichen Sprecher. Im Laufe weniger Generationen können sich Pidgins zu grammatisch voll ausgebildeten Kreolsprachen entwickeln, sofern sie lange genug stabil existieren.
Die Relexifizierungshypothese der Kreolforschung besagt, dass Sprecher der Substratsprachen – während der Kolonisation waren das Sprachen der Sklaven – das Vokabular ihrer Sprache durch Wörter der dominanten Sprache ersetzen, während sie die Grammatik ihrer Muttersprache anwandten.
Es wurden jedoch sowohl in Pidgins als auch in Kreolsprachen Phänomene nachgewiesen, die sich auf keine der vorangegangenen Kontaktsprachen zurückführen lassen.
Die Lebensdauer eines Pidgins ist meistens an einen bestimmten Zweck gebunden, beispielsweise die Handelsbeziehung zwischen zwei Sprachgemeinschaften, oder an die Übernahme des Pidgins als Muttersprache, d. h. seine Entwicklung zur Kreolsprache.
Unterstützt wird die Ausbildung eines Pidgin anstelle des Erwerbs der Zweitsprache nach einigen Erklärungsansätzen durch den Effekt, dass Muttersprachler oft gegenüber Ausländern oder Anderssprachigen, bei denen sie eine geringe Sprachkompetenz in ihrer Muttersprache vermuten, eine vereinfachte und überbetonte Sprache, einen Xenolekt (Ausländersprache, „foreigner talk“), benutzen.

## Beispiele

### Redewendungen
- long time no see (= lange nicht gesehen) kommt vom chinesischen „好久不见 hao jiu bu jian“ (gut – lange – nicht – sehen).
- look-see (= schauen; wörtlich: blicken + sehen) kommt vom chinesischen „看见 kanjian“.